# Eleccions municipals espanyoles de 2019
Les eleccions municipals espanyoles de 2019 se celebraren a tot Espanya el 26 de maig de 2019. Coincidiren amb les eleccions al Parlament Europeu de 2019. Altrament, el procés electoral també va servir per a l'elecció dels membres de les diputacions provincials, dels consells insulars (Illes Balears), dels cabildos insulars (Illes Canàries) i de les Juntes Generals (País Basc).
La convocatòria de les eleccions municipals es va fer l'1 d'abril.
Aquest mateix dia hi va haver altres eleccions de diferents àmbits administratius, entre les quals destaquen les eleccions a 12 comunitats autònomes (Astúries, Cantàbria, Navarra, Castella i Lleó, La Rioja, Comunitat de Madrid, Castella-la Manxa, Regió de Múrcia, Canàries, Illes Balears, Aragó i Extremadura) i les eleccions al Consell General d'Aran.

## Resultats
A continuació es mostren els regidors electes en els municipis espanyol de més de 100.000 habitants excepte els de Catalunya, el País Valencià i les Illes Balears:
|  | Madrid Població: Cens electoral:                             |    |
|  | Més Madrid (Manuela Carmena)                                 | 19 |
|  | Partit Popular (José Luis Martínez Almeida)                  | 15 |
|  | Ciutadans-Partit de la Ciutadania (Begoña Villacís)          | 11 |
|  | Partit Socialista Obrer Espanyol (Pepu Hernández)            | 8  |
|  | Vox (Javier Ortega Smith)                                    | 4  |
|  | Sevilla Població: Cens electoral:                            |    |
|  | Partit Socialista Obrer Espanyol (Juan Espadas)              | 13 |
|  | Partit Popular (Beltrán Pérez García)                        | 8  |
|  | Adelante Sevilla (Susana Serrano)                            | 4  |
|  | Ciutadans-Partit de la Ciutadania (Álvaro Pimentel)          | 4  |
|  | Vox (Cristina Peláez)                                        | 2  |
|  | Saragossa Població: Cens electoral:                          |    |
|  | Partit Socialista Obrer Espanyol (Pilar Alegría)             | 10 |
|  | Partit Popular (Jorge Azcón)                                 | 8  |
|  | Ciutadans-Partit de la Ciutadania (Sara Fernández)           | 6  |
|  | Saragossa en Comú (Pedro Santisteve)                         | 3  |
|  | Vox (Julio Calvo)                                            | 2  |
|  | Podem-Equo (Violeta Barba)                                   | 2  |
|  | Màlaga Població: Cens electoral:                             |    |
|  | Partit Popular (Francisco de la Torre)                       | 14 |
|  | Partit Socialista Obrer Espanyol (Daniel Pérez)              | 12 |
|  | Adelante Màlaga (Eduardo Zorrilla)                           | 3  |
|  | Ciutadans-Partit de la Ciutadania (Juan Cassá)               | 2  |
|  | Múrcia Població: Cens electoral:                             |    |
|  | Partit Popular (José Ballesta)                               | 11 |
|  | Partit Socialista Obrer Espanyol (José Antonio Serrano)      | 9  |
|  | Ciutadans-Partit de la Ciutadania (Mario José Gómez Figal)   | 4  |
|  | Vox (Mª Inmaculada Ortega)                                   | 3  |
|  | Podem-Equo (Ginés Ruiz)                                      | 2  |
|  | Las Palmas de Gran Canaria Població: Cens electoral:         |    |
|  | Partit Socialista Obrer Espanyol                             | 11 |
|  | Partit Popular                                               | 7  |
|  | Podem-Esquerra Unida-Equo                                    | 3  |
|  | Ciutadans-Partit de la Ciutadania                            | 3  |
|  | Nova Canarias-Frente Amplio                                  | 3  |
|  | Coalició Canaria-Units per Gran Canaria                      | 2  |
|  | Bilbao Població: Cens electoral:                             |    |
|  | Partit Nacionalista Basc                                     | 14 |
|  | Partit Socialista Obrer Espanyol                             | 5  |
|  | Euskal Herria Bildu                                          | 4  |
|  | Podem-Esquerra Unida-Equo-Berdeak                            | 3  |
|  | Partit Popular                                               | 2  |
|  | Còrdova Població: Cens electoral:                            |    |
|  | Partit Popular                                               | 9  |
|  | Partit Socialista Obrer Espanyol                             | 8  |
|  | Ciutadans-Partit de la Ciutadania                            | 5  |
|  | Izquierda Unida-Los Verdes-Convocatoria por Andalucía        | 3  |
|  | Vox                                                          | 2  |
|  | Podem                                                        | 2  |
|  | Valladolid Població: Cens electoral:                         |    |
|  | Partit Socialista Obrer Espanyol (Óscar Puente)              | 11 |
|  | Partit Popular (Pilar del Olmo)                              | 9  |
|  | Ciutadans-Partit de la Ciutadania (Martín Fernández Antolín) | 3  |
|  | Valladolid Toma La Palabra (Manuel Saravia)                  | 3  |
|  | Vox (Javier García Bartolomé)                                | 1  |
|  | Vigo Població: Cens electoral:                               |    |
|  | Partit Socialista Obrer Espanyol (Abel Caballero)            | 20 |
|  | Partit Popular                                               | 4  |
|  | Marea de Vigo                                                | 2  |
|  | Bloque Nacionalista Galego                                   | 1  |
|  | Gijón Població: Cens electoral:                              |    |
|  | Partit Socialista Obrer Espanyol (Abel Caballero)            | 11 |
|  | Ciutadans-Partit de la Ciutadania                            | 4  |
|  | Fòrum de Ciutadans                                           | 3  |
|  | Podem-Equo                                                   | 3  |
|  | Partit Popular                                               | 3  |
|  | Vox                                                          | 2  |
|  | IU-Asturias por la Izquierda                                 | 1  |
|  | Vitòria Població: Cens electoral:                            |    |
|  | Partit Nacionalista Basc                                     | 7  |
|  | Partit Socialista Obrer Espanyol                             | 6  |
|  | Euskal Herria Bildu                                          | 6  |
|  | Partit Popular                                               | 5  |
|  | Podem-Esquerra Unida-Equo-Berdeak                            | 3  |
|  | La Corunya Població: Cens electoral:                         |    |
|  | Partit Popular                                               | 9  |
|  | Partit Socialista Obrer Espanyol                             | 9  |
|  | Marea Atlántica                                              | 6  |
|  | Bloque Nacionalista Galego                                   | 2  |
|  | Ciutadans-Partit de la Ciutadania                            | 1  |
|  | Granada Població: Cens electoral:                            |    |
|  | Partit Socialista Obrer Espanyol                             | 10 |
|  | Partit Popular                                               | 7  |
|  | Ciutadans-Partit de la Ciutadania                            | 4  |
|  | Unidas Podemos-IU-Adelante Granada                           | 3  |
|  | Vox                                                          | 3  |
|  | Oviedo Població: Cens electoral:                             |    |
|  | Partit Popular                                               | 9  |
|  | Partit Socialista Obrer Espanyol                             | 8  |
|  | Ciutadans-Partit de la Ciutadania                            | 5  |
|  | Somos Oviedo/Uviéu                                           | 3  |
|  | Vox                                                          | 2  |
|  | Cartagena Població: Cens electoral:                          |    |
|  | Moviment Ciutadà de Cartagena                                | 8  |
|  | Partit Popular                                               | 7  |
|  | Partit Socialista Obrer Espanyol                             | 6  |
|  | Ciutadans-Partit de la Ciutadania                            | 2  |
|  | Vox                                                          | 2  |
|  | Podem                                                        | 2  |
|  | Jerez de la Frontera Població: Cens electoral:               |    |
|  | Partit Socialista Obrer Espanyol                             | 10 |
|  | Partit Popular                                               | 9  |
|  | Ciutadans-Partit de la Ciutadania                            | 4  |
|  | Adelante Jerez                                               | 3  |
|  | Guanyem Jerez                                                | 1  |
|  | Móstoles Població: Cens electoral:                           |    |
|  | Partit Socialista Obrer Espanyol (Noelia Posse)              | 10 |
|  | Partit Popular                                               | 6  |
|  | Ciutadans-Partit de la Ciutadania                            | 5  |
|  | Més Madrid-Guanyar Móstoles                                  | 2  |
|  | Vox                                                          | 2  |
|  | Podem                                                        | 2  |
|  | Santa Cruz de Tenerife Població: Cens electoral:             |    |
|  | Coalició Canaria-Partit Nacionalista Canari                  | 10 |
|  | Partit Socialista Obrer Espanyol                             | 9  |
|  | Podem-Esquerra Unida-Equo                                    | 3  |
|  | Partit Popular                                               | 3  |
|  | Ciutadans-Partit de la Ciutadania                            | 2  |
|  | Pamplona Població: Cens electoral:                           |    |
|  | Navarra Suma                                                 | 13 |
|  | Euskal Herria Bildu                                          | 7  |
|  | Partit Socialista Obrer Espanyol                             | 5  |
|  | Geroa Bai                                                    | 2  |
|  | Almeria Població: Cens electoral:                            |    |
|  | Partit Popular                                               | 13 |
|  | Partit Socialista Obrer Espanyol                             | 9  |
|  | Vox                                                          | 2  |
|  | Ciutadans-Partit de la Ciutadania                            | 2  |
|  | Podem                                                        | 1  |
|  | Alcalá de Henares Població: Cens electoral:                  |    |
|  | Partit Socialista Obrer Espanyol                             | 12 |
|  | Ciutadans-Partit de la Ciutadania                            | 6  |
|  | Partit Popular                                               | 5  |
|  | Vox                                                          | 2  |
|  | Podem-Esquerra Unida                                         | 2  |
|  | Fuenlabrada Població: Cens electoral:                        |    |
|  | Partit Socialista Obrer Espanyol                             | 16 |
|  | Ciutadans-Partit de la Ciutadania                            | 4  |
|  | Partit Popular                                               | 3  |
|  | Vox                                                          | 2  |
|  | Podem-Esquerra Unida-Guanyar Fuenlabrada                     | 2  |
|  | Leganés Població: Cens electoral:                            |    |
|  | Partit Socialista Obrer Espanyol                             | 10 |
|  | Unió per Leganés                                             | 4  |
|  | Partit Popular                                               | 4  |
|  | Podem-Esquerra Unida                                         | 3  |
|  | Ciutadans-Partit de la Ciutadania                            | 3  |
|  | Més Madrid-Leganemos                                         | 2  |
|  | Vox                                                          | 1  |
|  | Sant Sebastià Població: Cens electoral:                      |    |
|  | Partit Nacionalista Basc                                     | 10 |
|  | Euskal Herria Bildu                                          | 6  |
|  | Partit Socialista Obrer Espanyol                             | 5  |
|  | Partit Popular                                               | 3  |
|  | Podem-Esquerra Unida-Equo-Berdeak                            | 3  |
|  | Getafe Població: Cens electoral:                             |    |
|  | Partit Socialista Obrer Espanyol                             | 11 |
|  | Partit Popular                                               | 5  |
|  | Ciutadans-Partit de la Ciutadania                            | 5  |
|  | Podem-Esquerra Unida                                         | 3  |
|  | Vox                                                          | 2  |
|  | Més Madrid-Compromís amb Getafe                              | 1  |
|  | Burgos Població: Cens electoral:                             |    |
|  | Partit Socialista Obrer Espanyol                             | 11 |
|  | Partit Popular                                               | 7  |
|  | Ciutadans-Partit de la Ciutadania                            | 5  |
|  | Vox                                                          | 2  |
|  | Podem                                                        | 2  |
|  | Albacete Població: Cens electoral:                           |    |
|  | Partit Socialista Obrer Espanyol                             | 9  |
|  | Partit Popular                                               | 9  |
|  | Ciutadans-Partit de la Ciutadania                            | 5  |
|  | Podem-Esquerra Unida-Equo-MAC                                | 3  |
|  | Vox                                                          | 1  |
|  | Santander Població: Cens electoral:                          |    |
|  | Partit Popular                                               | 11 |
|  | Partit Socialista Obrer Espanyol                             | 7  |
|  | Partit Regionalista de Cantàbria                             | 5  |
|  | Ciutadans-Partit de la Ciutadania                            | 2  |
|  | Unides per Santander                                         | 1  |
|  | Vox                                                          | 1  |
|  | Alcorcón Població: Cens electoral:                           |    |
|  | Partit Socialista Obrer Espanyol                             | 9  |
|  | Partit Popular                                               | 6  |
|  | Ciutadans-Partit de la Ciutadania                            | 5  |
|  | Guanyar Alcorcón                                             | 5  |
|  | Vox                                                          | 2  |
|  | San Cristóbal de La Laguna Població: Cens electoral:         |    |
|  | Coalició Canaria-Partit Nacionalista Canari                  | 9  |
|  | Partit Socialista Obrer Espanyol                             | 7  |
|  | Podem-SSP-Esquerra Unida-Equo                                | 5  |
|  | Avante La Laguna                                             | 2  |
|  | Partit Popular                                               | 2  |
|  | Ciutadans-Partit de la Ciutadania                            | 2  |
|  | Logronyo Població: Cens electoral:                           |    |
|  | Partit Socialista Obrer Espanyol                             | 11 |
|  | Partit Popular                                               | 9  |
|  | Ciutadans-Partit de la Ciutadania                            | 4  |
|  | Podem-Esquerra Unida-Equo                                    | 2  |
|  | Partido Riojano                                              | 1  |
|  | Badajoz Població: Cens electoral:                            |    |
|  | Partit Socialista Obrer Espanyol                             | 11 |
|  | Partit Popular                                               | 9  |
|  | Ciutadans-Partit de la Ciutadania                            | 4  |
|  | Vox                                                          | 1  |
|  | Podem-Esquerra Unida-Equo                                    | 1  |
|  | Badajoz Adelante                                             | 1  |
|  | Huelva Població: Cens electoral:                             |    |
|  | Partit Socialista Obrer Espanyol                             | 14 |
|  | Partit Popular                                               | 4  |
|  | Ciutadans-Partit de la Ciutadania                            | 3  |
|  | Adelante Huelva                                              | 2  |
|  | Mesa de la Ría de Huelva                                     | 2  |
|  | Vox                                                          | 2  |
|  | Salamanca Població: Cens electoral:                          |    |
|  | Partit Socialista Obrer Espanyol                             | 11 |
|  | Partit Popular                                               | 10 |
|  | Ciutadans-Partit de la Ciutadania                            | 4  |
|  | Podem-Esquerra Unida-Equo                                    | 2  |
|  | Marbella Població: Cens electoral:                           |    |
|  | Partit Popular                                               | 14 |
|  | Partit Socialista Obrer Espanyol                             | 10 |
|  | Opción Sampedreña                                            | 2  |
|  | Ciutadans-Partit de la Ciutadania                            | 1  |
|  | Dos Hermanas Població: Cens electoral:                       |    |
|  | Partit Socialista Obrer Espanyol                             | 16 |
|  | Adelante Dos Hermanas                                        | 4  |
|  | Ciutadans-Partit de la Ciutadania                            | 3  |
|  | Partit Popular                                               | 2  |
|  | Vox                                                          | 2  |
|  | Torrejón de Ardoz Població: Cens electoral:                  |    |
|  | Partit Popular                                               | 19 |
|  | Partit Socialista Obrer Espanyol                             | 6  |
|  | Podem                                                        | 2  |
|  | Parla Població: Cens electoral:                              |    |
|  | Partit Socialista Obrer Espanyol                             | 8  |
|  | Partit Popular                                               | 5  |
|  | Podem-Esquerra Unida                                         | 4  |
|  | Ciutadans-Partit de la Ciutadania                            | 4  |
|  | Vox                                                          | 3  |
|  | MOVER Parla                                                  | 2  |
|  | Lleó Població: Cens electoral:                               |    |
|  | Partit Socialista Obrer Espanyol                             | 10 |
|  | Partit Popular                                               | 9  |
|  | Ciutadans-Partit de la Ciutadania                            | 4  |
|  | Unió del Poble Lleonès                                       | 3  |
|  | Podem-Equo                                                   | 1  |
|  | Telde Població: Cens electoral:                              |    |
|  | Nova Canarias-Frente Amplio                                  | 8  |
|  | Partit Socialista Obrer Espanyol                             | 6  |
|  | Coalició Canaria-Units per Gran Canaria                      | 4  |
|  | Ciudadanos para el Cambio (CIUCA)                            | 3  |
|  | Partit Popular                                               | 2  |
|  | Més per Telde                                                | 2  |
|  | Podem-Esquerra Unida-Equo                                    | 2  |
|  | Algesires Població: Cens electoral:                          |    |
|  | Partit Popular                                               | 13 |
|  | Partit Socialista Obrer Espanyol                             | 8  |
|  | Adelante Algeciras                                           | 4  |
|  | Vox                                                          | 2  |
|  | Ciutadans-Partit de la Ciutadania                            | 2  |
|  | Cadis Població: Cens electoral:                              |    |
|  | Adelante Cádiz                                               | 13 |
|  | Partit Popular                                               | 6  |
|  | Partit Socialista Obrer Espanyol0                            | 5  |
|  | Ciutadans-Partit de la Ciutadania                            | 3  |
|  | Alcobendas Població: Cens electoral:                         |    |
|  | Partit Popular                                               | 10 |
|  | Partit Socialista Obrer Espanyol                             | 9  |
|  | Ciutadans-Partit de la Ciutadania                            | 5  |
|  | Vox                                                          | 2  |
|  | Podem                                                        | 1  |
|  | Jaén Població: Cens electoral:                               |    |
|  | Partit Socialista Obrer Espanyol                             | 11 |
|  | Partit Popular                                               | 8  |
|  | Ciutadans-Partit de la Ciutadania                            | 4  |
|  | Adelante Jaén                                                | 2  |
|  | Vox                                                          | 2  |
|  | Ourense Població: Cens electoral:                            |    |
|  | Partit Socialista Obrer Espanyol                             | 9  |
|  | Partit Popular                                               | 7  |
|  | Democracia Ourensana                                         | 7  |
|  | Ciutadans-Partit de la Ciutadania                            | 2  |
|  | Bloque Nacionalista Galego                                   | 2  |
|  | Barakaldo Població: Cens electoral:                          |    |
|  | Partit Nacionalista Basc                                     | 11 |
|  | Partit Socialista Obrer Espanyol                             | 8  |
|  | Podem-Esquerra Unida-Equo-Berdeak                            | 4  |
|  | Euskal Herria Bildu                                          | 3  |
|  | Partit Popular                                               | 1  |

### Resultats als Països Catalans
Article principal: Eleccions municipals espanyoles de 2019 als Països Catalans
A continuació es mostren els regidors electes en els municipis de més de 100.000 habitants de Catalunya, el País Valencià i les Illes Balears.
|  | Barcelona Població: 1.620.343 Cens electoral: 1.161.140             |    |
|  | Esquerra Republicana (Ernest Maragall)                              | 10 |
|  | Barcelona en Comú (Ada Colau)                                       | 10 |
|  | Partit dels Socialistes de Catalunya (Jaume Collboni)               | 8  |
|  | Barcelona pel Canvi—Ciutadans (Manuel Valls)                        | 6  |
|  | Junts per Catalunya (Joaquim Forn)                                  | 5  |
|  | Partit Popular (Josep Bou)                                          | 2  |
|  | València Població: 791.413 Cens electoral: 582.804                  |    |
|  | Compromís per València (Joan Ribó)                                  | 10 |
|  | Partit Popular (Maria José Català)                                  | 8  |
|  | Partit Socialista Obrer Espanyol (Sandra Gómez)                     | 7  |
|  | Ciutadans—Partit de la Ciutadania (Fernando Giner)                  | 6  |
|  | Vox                                                                 | 2  |
|  | Palma Població: 409.661 Cens electoral: 283.216                     |    |
|  | Partit Socialista de les Illes Balears (José Hila)                  | 9  |
|  | Partit Popular (Mateu Isern)                                        | 6  |
|  | Vox                                                                 | 4  |
|  | Ciutadans—Partit de la Ciutadania (Eva Maria Pomar)                 | 4  |
|  | Unides Podem (Alberto Jarabo)                                       | 3  |
|  | Més per Palma (Antoni Noguera)                                      | 3  |
|  | Alacant Població: 331.577 Cens electoral: 239.805                   |    |
|  | Partit Popular                                                      | 9  |
|  | Partit Socialista Obrer Espanyol                                    | 9  |
|  | Ciutadans—Partit de la Ciutadania                                   | 5  |
|  | Podem-Esquerra Unida                                                | 2  |
|  | Compromís per Alacant (Natxo Bellido)                               | 2  |
|  | Vox                                                                 | 2  |
|  | L'Hospitalet de Llobregat Població: 261.068 Cens electoral: 176.054 |    |
|  | Partit dels Socialistes de Catalunya                                | 14 |
|  | ERC                                                                 | 5  |
|  | Ciutadans—Partit de la Ciutadania                                   | 4  |
|  | En Comú Podem                                                       | 3  |
|  | Partit Popular                                                      | 1  |
|  | Elx Població: 230.625 Cens electoral: 170.971                       |    |
|  | Partit Socialista Obrer Espanyol                                    | 12 |
|  | Partit Popular                                                      | 9  |
|  | Ciutadans—Partit de la Ciutadania                                   | 2  |
|  | Compromís                                                           | 2  |
|  | Vox                                                                 | 2  |
|  | Terrassa Població: 218.535 Cens electoral: 156.123                  |    |
|  | Tot per Terrassa                                                    | 10 |
|  | Partit dels Socialistes de Catalunya                                | 7  |
|  | Esquerra Republicana                                                | 5  |
|  | Ciutadans—Partit de la Ciutadania                                   | 3  |
|  | Junts per Catalunya                                                 | 2  |
|  | Badalona Població: 217.741 Cens electoral: 156.831                  |    |
|  | Partit Popular                                                      | 11 |
|  | Guanyem—Esquerra Republicana                                        | 7  |
|  | Partit dels Socialistes de Catalunya                                | 6  |
|  | En Comú Podem                                                       | 2  |
|  | Junts per Catalunya                                                 | 1  |
|  | Sabadell Població: 211.734 Cens electoral: 154.721                  |    |
|  | Partit dels Socialistes de Catalunya                                | 10 |
|  | Guanyem—Esquerra Republicana                                        | 7  |
|  | Crida per Sabadell                                                  | 3  |
|  | Ciutadans—Partit de la Ciutadania                                   | 3  |
|  | Junts per Catalunya                                                 | 2  |
|  | Podem                                                               | 1  |
|  | Castelló de la Plana Població: 170.888 Cens electoral: 121.745      |    |
|  | Partit Socialista Obrer Espanyol                                    | 10 |
|  | Partit Popular                                                      | 7  |
|  | Ciutadans—Partit de la Ciutadania                                   | 4  |
|  | Compromís                                                           | 3  |
|  | Podem                                                               | 2  |
|  | Vox                                                                 | 1  |
|  | Lleida Població: 137.856 Cens electoral: 93.315                     |    |
|  | Esquerra Republicana                                                | 7  |
|  | Partit dels Socialistes de Catalunya                                | 7  |
|  | Junts per Catalunya                                                 | 6  |
|  | Ciutadans—Partit de la Ciutadania                                   | 3  |
|  | En Comú Podem                                                       | 2  |
|  | Partit Popular                                                      | 2  |
|  | Tarragona Població: 132.299 Cens electoral: 91.052                  |    |
|  | Partit dels Socialistes de Catalunya                                | 7  |
|  | Esquerra Republicana                                                | 7  |
|  | Ciutadans—Partit de la Ciutadania                                   | 4  |
|  | Junts per Catalunya                                                 | 3  |
|  | En Comú Podem                                                       | 2  |
|  | Candidatura d'Unitat Popular                                        | 2  |
|  | Partit Popular                                                      | 2  |
|  | Mataró Població: 126.988 Cens electoral: 87.695                     |    |
|  | Partit dels Socialistes de Catalunya                                | 13 |
|  | Esquerra Republicana                                                | 8  |
|  | En Comú Podem                                                       | 2  |
|  | Junts per Catalunya                                                 | 2  |
|  | Ciutadans—Partit de la Ciutadania                                   | 2  |
|  | Santa Coloma de Gramenet Població: 118.821 Cens electoral: 78.009   |    |
|  | Partit dels Socialistes de Catalunya                                | 17 |
|  | Ciutadans—Partit de la Ciutadania                                   | 4  |
|  | En Comú Podem                                                       | 3  |
|  | Esquerra Republicana                                                | 3  |
|  | Reus Població: 103.477 Cens electoral: 74.714                       |    |
|  | Junts per Catalunya                                                 | 7  |
|  | Esquerra Republicana                                                | 6  |
|  | Partit dels Socialistes de Catalunya                                | 6  |
|  | Ciutadans—Partit de la Ciutadania                                   | 3  |
|  | Candidatura d'Unitat Popular                                        | 3  |
|  | Ara Reus                                                            | 2  |
|  | Girona Població: 100.266 Cens electoral: 65.041                     |    |
|  | Junts per Catalunya (Marta Madrenas)                                | 9  |
|  | Guanyem Girona (Lluc Salellas)                                      | 6  |
|  | Partit dels Socialistes de Catalunya (Sílvia Paneque)               | 6  |
|  | Esquerra Republicana (Joaquim Ayats)                                | 4  |
|  | Ciutadans—Partit de la Ciutadania (Daniel Pamplona)                 | 2  |
|  | Oriola Població: Cens electoral:                                    |    |
|  | Partit Popular                                                      | 9  |
|  | Partit Socialista Obrer Espanyol                                    | 6  |
|  | Ciutadans-Partit de la Ciutadania                                   | 5  |
|  | Cambiemos Orihuela-Claro: Unidas Podemos                            | 3  |
|  | Vox                                                                 | 2  |